# Himno nacional del Manchukuo
El Himno Nacional del Manchukuo fue el himno oficial del estado títere japonés de Manchukuo, creado para demostrar su independencia de la República de China.
Se compusieron dos himnos: el primero fue oficial desde 1933 hasta 1942 y el segundo, de 1942 a 1945.

## Himno Nacional (1933-1942)
El primer himno fue declarado oficial el 24 de febrero de 1933, pero publicado el 1 de marzo. La letra fue escrita por el primer ministro de Manchukuo, Zheng Xiaoxu, confucianista devoto y leal a la Dinastía Qing.
| Chino Tradicional            | Pinyin                                             | Traducción al español                                                               |
| ---------------------------- | -------------------------------------------------- | ----------------------------------------------------------------------------------- |
| 天地內 有了新滿洲            | Tiān dì nèi, yǒu liǎo xīn mǎnzhōu                  | Ahora está la nueva Manchuria en esta tierra,                                       |
| 新滿洲 便是新天地            | Xīn mǎnzhōu, biàn shì xīn tiān dì                  | Y la nueva Manchuria es nuestro hogar.                                              |
| 頂天立地 無苦無憂 造成我國家 | Dǐng tiān lì dì, wú kǔ wú yōu, zào chéng wǒ guójiā | Hagamos crecer a nuestro País y hagámoslo libre de la tristeza,                     |
| 只有親愛竝無怨仇             | Zhǐ yǒu qīn'ài bìng wú yuànchóu                    | Solo con amor y sin odio.                                                           |
| 人民三千萬 人民三千萬        | Rénmín sān qiān wàn, rénmín sān qiān wàn           | Treinta millones de personas, Treinta millones de personas,                         |
| 縱加十倍也得自由             | Zòng jiā shí bèi yě dé zìyóu                       | Y deben ser libres diez veces más.                                                  |
| 重仁義 尚禮讓 使我身修       | Zhòng rényì, shàng lǐràng, shǐ wǒ shēn xiū,        | Con virtud, rectificado estoy;                                                      |
| 家已齊 國已治 此外何求?      | Jiā yǐ qí, guó yǐ zhì, cǐwài hé qiú?               | Con la familia en orden y un estado con Buen poder, Aquí no hay nada que no quiera. |
| 近之則與世界同化             | Jìn zhī, zé yǔ shìjiè tónghuà                      | Por ahora, Nos podemos comparar con el mundo;                                       |
| 遠之則與天地同流             | Yuǎn zhī, zé yǔ tiāndì tóng liú                    | Por el futuro, Seguiremos los caminos del Cielo y la Tierra.                        |

## Himno Nacional (1942-1945)
El himno de 1933 fue remplazado el 5 de septiembre de 1942, por orden del nuevo primer ministro Zhang Jinghui, quien opinaba que ese himno no era compatible con la situación actual del Imperio. El nuevo himno tenía dos versiones, una en mandarín y otra en japonés.

El primer himno fue entonces nombrado como "Himno de la independencia de Manchukuo" (滿洲國建國歌; pinyin: Mǎnzhōuguó jiàn guógē; romanización japonesa: Manshukoku-kenkoku uta), aunque posteriormente se le devolvió su nombre anterior. 
| Chino tradicional           | Pinyin                                                | Traducción al español                                                                           |
| --------------------------- | ----------------------------------------------------- | ----------------------------------------------------------------------------------------------- |
| 神光開宇宙 表裏山河壯皇猷   | Shén guāng kāi yǔzhòu, biǎolǐ shānhé zhuàng huáng yóu | Con el universo creado por la luz divina, esta vasta tierra obedece a las reglas del emperador; |
| 帝德之隆 巍巍蕩蕩莫與儔     | Dì'dé zhī lóng wēiwēi dàngdàng mò yǔ chóu             | Está lleno de virtud, es muy amplio para compararlo con el más allá                             |
| 永受天祐兮 萬壽無疆薄海謳   | Yǒng shòu tiān yòu xī, wànshòuwújiāng bó hǎi xú       | Él recibe la enseñanza divina, Con sus años sorprendentemente sobre el mar;                     |
| 仰贊天業兮 輝煌日月侔       | Yǎng zàn tiān yè xī, huīhuáng rì yuè móu              | Vamos a rendir culto al trabajo divino, Su gloria es igual con el Sol o la Luna.                |
| Japonés                     | Romanización                                          | Traducción al español                                                                           |
| おほみひかり あめつちにみち | Ōmi-hikari ametsuchi ni michi                         | Sintiendo el mundo con la luz divina,                                                           |
| 帝德は たかくたふとし       | Teitoku wa takaku tōtoshi                             | La virtud del emperador es adorada.                                                             |
| とよさかの 萬壽ことほぎ     | Toyosaka no banju kotohogi                            | Otorguémosle un saludo con vida y prosperidad                                                   |
| あまつみわざ あふぎまつらむ | Amatsumiwaza aogimatsuran                             | Y vamos a reverenciar las andanzas del emperador                                                |

- Datos: Q704760
- Multimedia: National Anthem of Manchukuo / Q704760